# Romo (minirrobot)
Romo es un robot teléfono inteligente que usa al iPhone como cerebro. Fue creado por Romotive, una joven empresa estadounidense fundada por Keller Rinaudo, Phu Nguyen y Peter Seid. 

## Romotive
Actualmente la empresa consta de 17 trabajadores liderados por Keller Rinaudo (fundador y COE) y entre los cuales hay roboticistas, conductores de robots, ingenieros eléctricos, ingenieros mecánicos e ingenieros de software.
El objetivo de este grupo de jóvenes es hacer que los niños, y la gente en general, se emocione por la informática, pero son conscientes de que es muy difícil conseguirlo cuando solo se ven números. Romotive ve en Romo una manera natural de aprender sobre tecnologías.

## Funciones
Este minirobot puede ser usado por cualquier persona, ya tenga 8 u 80 años, ya que funciona de manera muy intuitiva, no requiere una enseñanza previa. Cuando Romo despierta se encuentra en modo criatura y usa la cámara del dispositivo para seguir la cara del usuario. Romo es un minirobot que puede mostrar distintas emociones, por ejemplo, si el usuario se le acerca demasiado él se asusta.
Romo puede usar como cerebro un iPhone 4, iPhone 4S o un iPod Touch 4th Generation. Así pues, para potenciar el poder del procesador de dichos dispositivos Romo tiene capacidad Wi-fi y visión del ordenador. Además, se puede conectar con cualquier otro aparato iOS y compartir vídeos para que vea lo que Romo ve. Para realizar esta acción se precisa de la App Romo que también permite compartir el control del robot, hacer fotos… Además, como Romo es una extensión del dispositivo también se pueden controlar sus emociones.
Otra de las ventajas de Romo es que la distancia no es un impedimento para el control a través de otro dispositivo ya que no es necesario estar en el mismo sitio geográfico, Romo comparte audio y vídeo en las dos direcciones de los dos dispositivos.
El usuario puede programar el minirobot haciendo que Romo sea una extensión de su imaginación. Eso es posible gracias a la opción If... en la que seleccionas una acción y determinas la reacción de Romo, de esta manera le creas un comportamiento.
Actualmente estas son las posibilidades de Romo, sin embargo, Romotive está trabajando con plataformas como Blockly, un sistema abierto de Google, para poder mejorar el funcionamiento y las cualidades del minirobot.
- Datos: Q16626130